# Pseudochiridium triquetrum
Pseudochiridium triquetrum es una especie de arácnido del orden Pseudoscorpionida de la familia Pseudochiridiidae.

## Distribución geográfica
Se encuentra en Nueva Guinea.